# Moái Paro

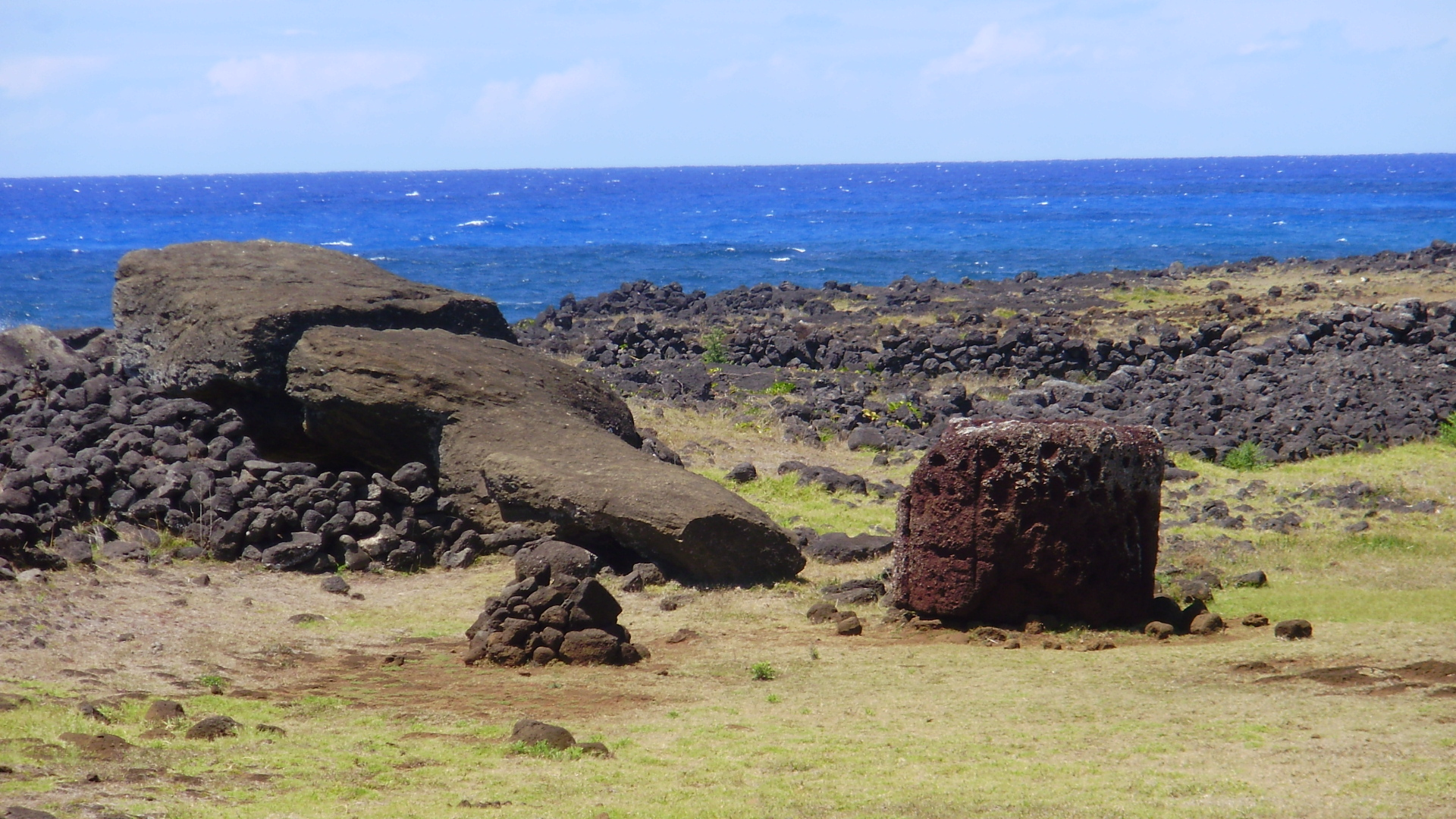
Moái Paro

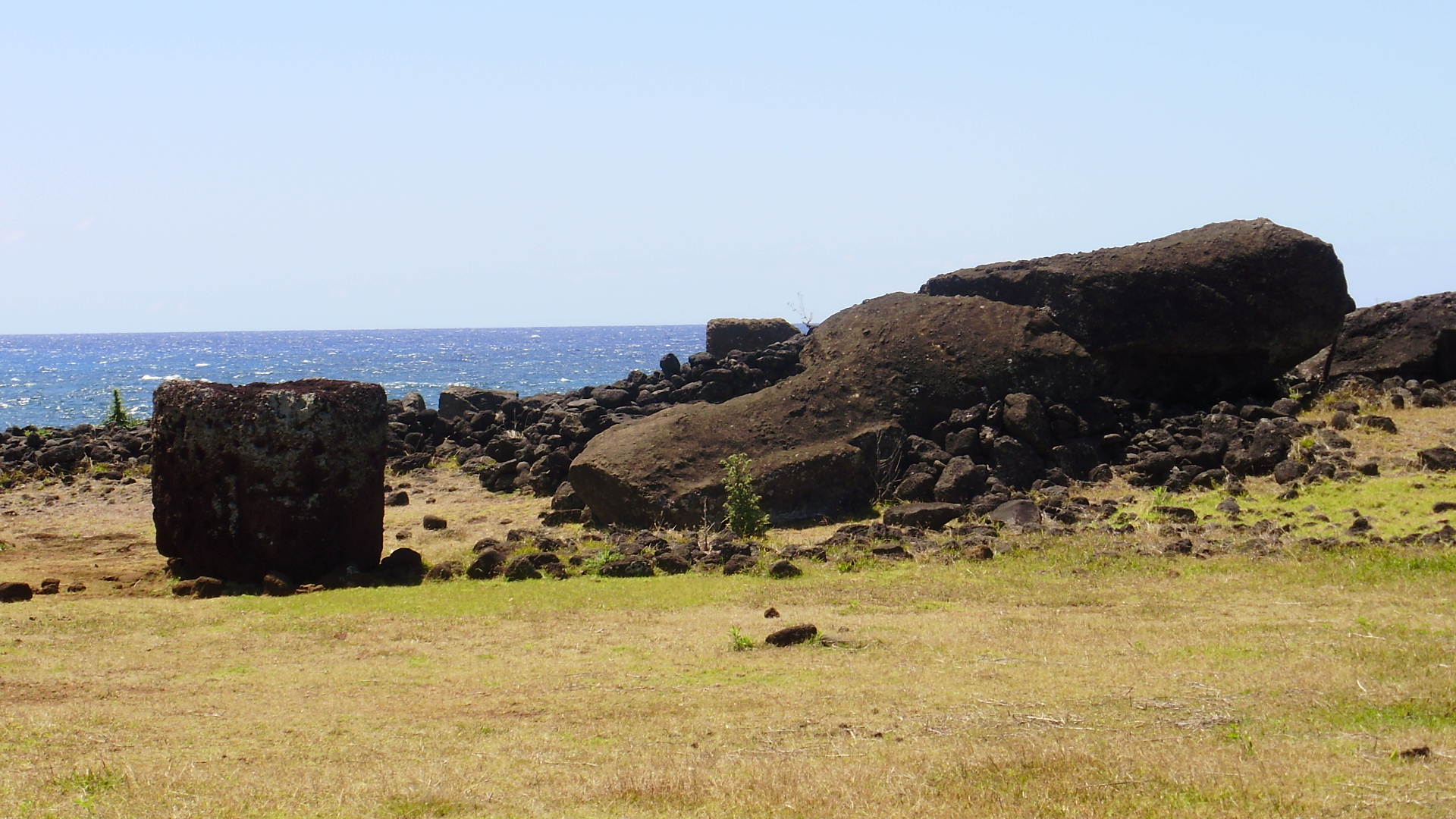
Moái Paro

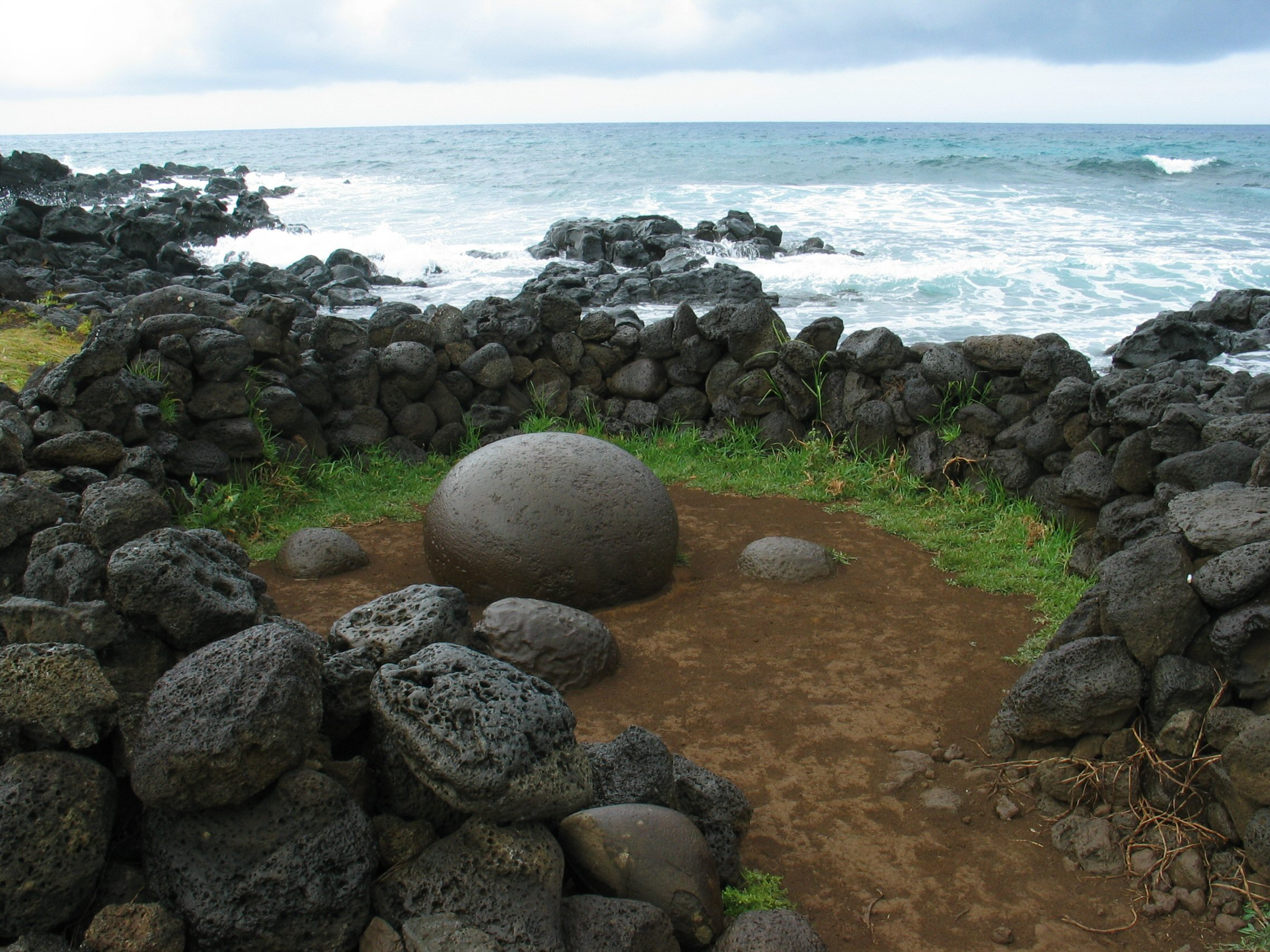
Roca en Te Pito Kura

El moái Paro es uno de los moáis (estatua de piedra monolítica) de Rapa Nui (Chile). Es —con aproximadamente 9 metros, sin pukao o moño de piedra— el de mayor altura de entre los terminados y colocados en un ahu o plataforma.

## Características arquitectónicas
El material utilizado para el monolito fue toba volcánica, procedente del volcán-cantera Rano Raraku. Está coronado con un pukao (copetes o moños de piedra roja) que pesa más de diez toneladas, elaborado con material extraído del cráter del Puna Pau.
Con una altura de once metros y un peso de ochenta y cinco toneladas, el moái Paro forma parte de la plataforma o conjunto de moáis conocida como ahu Te Pito Kura, en la costa norte de la isla.

## Conservación
Actualmente se encuentra derribado y seccionado en tres partes.

## Simbología
Aunque no existe certeza al respecto del significado simbólico de los moáis, hay varias teorías en torno a estas estatuas. La más extendida de ellas es que las estatuas fueron talladas por los habitantes polinesios de la isla, entre los siglos XII y XVII, como representaciones de antepasados difuntos, de manera que proyectaran su mana (poder sobrenatural) sobre sus descendientes.